# Through Being Cool
Through Being Cool (с англ. — «Устал быть крутым») — второй студийный альбом американской рок-группы Saves the Day, выпущенный 2 ноября 1999 года лейблом Equal Vision Records. Песни на данном альбоме были написаны, когда участники группы учились в Нью-Йоркском университете. Альбом был записан за 11 дней и представлял собой переход группы от мелодичного хардкор-звучания к более поп-панковскому стилю. Он был спродюсирован Стивом Эветтсом в студии звукозаписи Trax East в Саут-Ривер, штат Нью-Джерси. Участники группы бросили колледж, чтобы отправиться в турне вместе с такими группами, как Snapcase, New Found Glory, Hot Water Music, Face to Face и пр. На песню «Shoulder to the Wheel» был снят музыкальный клип.
В конечном итоге было продано 50 000 копий, и успех Through Being Cool помог группе подписать контракт с Vagrant Records. Он был назван одним из «10 самых влиятельных альбомов 1999 года» по версии Alternative Press. Чтобы отпраздновать 15-летие альбома, группа отыграла альбом целиком в туре, а Equal Vision переиздали альбом на виниле. Вокалист Крис Конли считает это «самой важной записью, которую мы делали».

## Предыстория
Saves the Day образовались в конце 1997 года. Их дебютный альбом Can’t Slow Down был выпущен лейблом Equal Vision в августе 1998 года. Альбом помог группе завоевать поклонников, в основном в районе Нью-Джерси. Группа продвигала альбом с помощью двух туров, помогая расширить свою фан-базу. Поначалу их высмеивали при каждом появлении. Барабанщик Брайан Ньюман сказал, что группа была «совершенно неуместна» среди других групп в туре. Saves the Day претерпели три различных изменения в составе во время тура в поддержку Can’t Slow Down, в результате чего вокалист Крис Конли и Ньюман остались единственными оригинальными участниками.
Гитарист Saves the Day Джастин Гейлорд покинул группу в конце их первого полноценного тура по США. Дэйв Солоуэй, который водил группу на концерты в старших классах, был добавлен в группу в качестве замены Гейлорда. Конли описал Солоуэя как ребёнка, который «приехал из блюграсса, и его семья сидела дома, распевая народные песни и прочее». Гитарист Тед Александер был роуди группы и проводил с группой так много времени, что в конце концов они «просто дали ему гитару». Шона Макграта, басиста, участвовавшего в записи дебютного альбома, исключили после чего Saves the Day искали ему замену. Примерно в то же время Saves the Day выступали с местными группами, в одном из которых был Эбен Д’Амико. Конли назвал его «больным» басистом и в конце концов спросил его, не хотел бы он присоединиться к Saves the Day. С этим составом группа вошла в студию Shoulder to the Wheel в марте 1999 года и записала акустический мини-альбом I’m Sorry I’m Leaving. Миньон был выпущен в середине 1999 года на лейбле Immigrant Sun Records, и было выпущено всего 500 копий.

## Запись
Through Being Cool был записан с продюсером Стивом Эветтсом в июне 1999 года в студии звукозаписи Trax East в Саут-Ривер, штат Нью-Джерси. Эветтс всегда держал группу «в узде» и, по словам Ньюмана, был «определенно гуру всего этого». К сожалению, опыт записи в студии едва не привёл к нервному срыву Ньюмана, так как он не привык к такой окружающей среде; позже он отметил, что весь процесс «был напряжённым». Запись и сведение велись в общей сложности в течение 11 дней. Группа, пытаясь закончить альбом, работала всю ночь, отдыхая в диспетчерской и спя в гостиной. В интервью Alternative Press Конли сказал, что, в то время как другие люди могли подумать, что группа пытается ускорить производство, он и его участники группы на самом деле «просто отрывались». Сессии записи также включали две дополнительные сессии по полдня, которые были забронированы из-за того, что Конли потерял голос при записи вокала. В конце концов, когда пришло время записывать композиции для альбома, Конли и группа были «по-настоящему взволнованы» тем, как звучали песни. Эветтс также был продюсером альбома, в то время как Алан Доучс делал мастеринг в West West Side.

## Композиция и стиль
Saves the Day написали материал для Through Being Cool во время учёбы в Нью-Йоркском университете. Конли сказал следующее: «Я написал все песни, когда учился в Нью-Йоркском университете, писал тексты во время Psychology 101 и писал гитарные партии в квартире Брайана на улице 2nd Ave & E 7th». Музыка была написана Конли и группой Saves the Day, за исключением «Do You Know What I love the Most?» совместно с Александером и Saves the Day и «The Vast Spoils of America (From the Badlands through the Ocean)» — Солоуэем и Saves the Day. Группа репетировала в подвале дома родителей Конли и ночевала в доме, «работали все выходные напролёт». Во время этих сессий они усовершенствовали то, что написал Конли, и записали демо-версии своего прогресса.
«Ты слушаешь текст песни, и это совсем как у того одинокого парня, который жаждал чего-то большего. В пластинке много меланхолического настроения, которая ещё проявится в ближайшие годы. Но все песни при этом  очень захватывающие, полные жизни».
В отличие от предыдущего релиза группы, звучание которого было охарактеризовано как мелодик-хардкор, музыкальный стиль на Through Being Cool стал более поп-панковым. Рецензент AllMusic Винсент Джеффрис описал звучание пластинки как «эмокор». Конли объяснил, что изменение звучания произошло из-за музыки, которую он слушал. Ему нравились несколько хардкорных групп, но он проигрывал их альбомы «до смерти» и хотел поискать другие источники вдохновения. Во время работы над Through Being Cool Конли слушал, среди прочего, альбомы The Colour and the Shape (1997 г.) группы Foo Fighters, Pinkerton (1996 г.) группы Weezer и Blue (1971 г.) исполнительницы Джони Митчелл.

## Художественное оформление
«В то время мир хардкора был настроен против рок-звёзд. Люди говорили: „Посмотрите на обложку альбома, вы, ребята, продались“, потому что это было глянцевое изображение, и там были наши лица».
Дэн Сэндшоу, глава Equal Vision, сказал, что были дебаты по поводу оформления альбома. Конли не был уверен в том, что делать с художественным оформлением, и согласился с идеями Ньюмана и Солоуэя. На обложке, которая в конечном итоге была выбрана, группа изображена как социальные изгои, сидящие на диване во время школьной вечеринки. Буклет альбома продолжает тему «отверженных». Сэндшоу чувствовал, что обложка произведет неправильное впечатление на хардкорных фанатов, и Ньюман пожалел об этом после выхода альбома. Конли рассказал, что люди обвиняли группу в «продажности», потому что на обложке были изображены их лица. Группа и Люк Ховерман разработали концепцию, а Фрэнк Дэвидсон предоставил макет. Фотографии были сделаны Ховерманом при содействии Ленни Зимкуса. На обложке диска Гейба Сапорта целует девушку, а на задней обложке изображён актёр Джеймс Рэнсон, сидящий на диване без сознания.

## Выпуск и продвижение
Когда группа отдала готовый альбом Сэндшоу, он сказал, что сотрудники Equal Vision «не могли перестать его слушать» и были полны решимости добиться от группы «того внимания, которого они заслуживали». Сэндшоу думал, что это будет альбом, меняющий правила игры. Бросив колледж, чтобы представить альбом вживую, группа собрала большую базу поклонников по всему восточному побережью. В октябре и ноябре 1999 года Saves the Day отправились в турне с Snapcase и Kid Dynamite. Альбом Through Being Cool был выпущен 2 ноября на лейбле Equal Vision Records. Группа отыграла выпускное шоу с The Get Up Kids, At the Drive-In и Midtown. В январе 2000 года группа гастролировала вместе с Piebald и New Found Glory, а затем с Snapcase с конца января до начала февраля. Saves the Day также играли в феврале с Hot Water Music. В феврале, группа сняла музыкальный клип на песню «Shoulder to the Wheel» с режиссёром Дарреном Доаном. Клип был снят в доме родителей Солоуэя, и в нём приняли участие друзья группы. Группа играла песни, чтобы поднять людям настроение, прежде чем подражать «Should to the Wheel». Видео было выпущено на телевизионных станциях 7 апреля. Группе были неприятны идеи Доана во время создания клипа, и Ньюман сказал, что группа «возненавидела его, как только они его увидели».
В 2000 году группа отправилась в турне по Северной Америке с H2O в период с марта по май. Во время этой поездки группа попала в аварию со своим фургоном, которая едва не положила конец их карьере. Они вернулись в тур на свидание в Сиэтле. К тому времени, когда этот тираж закончился, альбом разошелся тиражом почти в 50 000 копий — огромное количество для Equal Vision. В выпуске CMJ New Music Report от мая 2000 года было объявлено, что из-за успеха Through Being Cool Saves the Day подписали контракт с Vagrant Records. Рич Иган, основатель Vagrant. стал их менеджером. Иган «влюбился» в группу, потому что их тексты были «такими честными, такими лаконичными». В начале августа группа выступила в нескольких турне в рамках Warped Tour. После этого группа отыграла концерты с Face to Face, New Found Glory и Alkaline Trio в конце августа — начале октября. Они снова встретились лицом к лицу с конца октября по середину ноября.

## Отзывы критиков
| Оценки критиков      | Оценки критиков |
| Источник             | Оценка          |
| -------------------- | --------------- |
| AllMusic             | [ 11 ]          |
| Consequence of Sound | положительно    |
| Exclaim!             | положительно    |
| Ox-Fanzine           | положительно    |
| Punknews.org         | [ 31 ]          |

Обозреватель AllMusic Винсент Джеффрис отметил, что на Through Being Cool группа выбрала «более яркую постановку», используя её для выдвижения на передний план «романтических подростковых заявлений» Конли. По словам Джеффриса, в то время как некоторые песни, возможно, имели проблемы, такие как слишком «очевидные, сочные или и то, и другое вместе, Конли объединяет их с откровенной честностью» и выделил «Third Engine» в качестве примера этого. Отметив, что их первый альбом по звучанию напоминал на Lifetime, Обин Пол написал, что группа «нашла себя» с Through Being Cool. В то же время Пол утверждал, что часть альбома была производной, выделяя, в частности, одну песню, которая, по его мнению, была «почти идентична» песне группы Samiam «Capsized». В ретроспективном обзоре для журнала Consequence of Sound, Меган Ритт написала, что «Shoulder to the Wheel» и «Rocks Tonic Juice Magic» «на самом деле совсем не постарели» и сегодня звучат так же «жизненно», как и в момент их первого релиза. Ритт высказал мнение, что «Banned from the Back Porch» «довольно сильно качает», заставляя слушателей хотеть «немного сильнее подвигаться в мош-питах», в то время как Джеффрис отметил, что песня звучит похоже на метал.

### Влияние
Обозреватель Alternative Press Колин Макгуайр утверждал, что Through Being Cool повлиял на новую волну поп-панк-групп, таких как Fall Out Boy, My Chemical Romance и Taking Back Sunday. Alternative Press также включила альбом в свой список самых влиятельных альбомов 1999 года. Трис Макколл из NJ.com назвал альбом «источником вдохновения для каждой эмо-группы третьей волны […] посылающим ударную волну по поп-панк-андеграунду». NME включили альбом в свой список «20 поп-панк-альбомов, которые вызовут у вас ностальгию». BuzzFeed включил его в свой список «36 поп-панк-альбомов, которые вам нужно услышать, прежде чем вы, чёрт возьми, умрёте» под номером 5. Альбом был включён в список Rock Sound «101 современной классики» под номером 60, с пометкой, что «поп-панк не был прежним с 1999 года, и эта пластинка сыграла важную роль в этом изменении». Вокалист Fall Out Boy Патрик Стамп поставил альбом под номером 10 в своём списке «10 записей, которые изменили мою жизнь». Стамп признался, что он «не попал бы в Fall Out Boy, если бы не эта запись». Обложка альбома была включена Fuse.tv как одна из 20 культовых обложек альбомов поп-панка. Stereogum включил песню «Rocks Tonic Juice Magic» в список «30 Важнейших песен золотой эры эмо».
Saves the Day исполнили альбом полностью на секретном шоу в Бруклине в сентябре 2013 года. 4 сентября 2014 года Saves the Day и Say Anything объявили о совместном хедлайнерстве в американском туре с Reggie and the Full Effect. В туре Saves the Day сыграли Through Being Cool, Say Anything — …Is a Real Boy (2004 г.), а Reggie and the Full Effect — Under the Tray (2003 г.). Тур продолжался с 14 ноября по 21 декабря. Equal Vision сделали ремастеринг Through Being Cool и выпустили альбом в формате винил к его 15-летию. Идея тура возникла в результате разговора между Конли и фронтменом Say Anything Максом Бемисом. Оба обсуждали прошлое, и Бемис упомянул об этом, что …Is a Real Boy должно было исполниться 10 лет в том же году, когда Through Being Cool исполнилось 15. В интервью для Alternative Press, посвящённом 15-летию альбома, Конли считал, что альбом хорошо зарекомендовал себя и что он «довольно свежо звучит», и считал его «самой важной записью, которую мы сделали».

## Список композиций
Все тексты написаны Крисом Конли, вся музыка написана группой Saves the Day.
| №                   | Название                                                           | Длительность |
| ------------------- | ------------------------------------------------------------------ | ------------ |
| 1.                  | «All-Star Me»                                                      | 1:43         |
| 2.                  | «You Vandal»                                                       | 2:28         |
| 3.                  | «Shoulder to the Wheel»                                            | 3:19         |
| 4.                  | «Rocks Tonic Juice Magic»                                          | 3:27         |
| 5.                  | «Holly Hox, Forget Me Nots»                                        | 2:37         |
| 6.                  | «Third Engine»                                                     | 3:40         |
| 7.                  | «My Sweet Fracture»                                                | 3:52         |
| 8.                  | «The Vast Spoils of America (From the Badlands through the Ocean)» | 3:08         |
| 9.                  | «The Last Lie I Told»                                              | 2:23         |
| 10.                 | «Do You Know What I Love the Most?»                                | 1:34         |
| 11.                 | «Through Being Cool»                                               | 2:04         |
| 12.                 | «Banned from the Back Porch»                                       | 2:59         |
| Общая длительность: | Общая длительность:                                                | 33:14        |

## Участники записи[7]
| Saves the Day - Крис Конли — вокал - Дэвид Солоуэй — соло-гитара - Тед Александер — ритм-гитара - Эбен Д’Амико — бас-гитара - Брайан Ньюман — барабаны | Производственный персонал - Стив Эветтс — продюсер, звукоинженер - Алан Душес — мастеринг - группа Saves the Day, Люк Ховерманн — концепция дизайна - Фрэнк Дэвидсон — макет - Люк Ховерман — фотография - Ленни Зимкус — ассистент фотографа - Меган Делани — стайлинг |

### Комментарии
1. ↑  Гейб Сапорта, в то время член группы Midtown, а затем Cobra Starship, был фанатом группы. Он пытался стать гитаристом в Saves the Day, но это не увенчалось успехом[3].
2. ↑  Эветтс ранее продюсировал альбом группы Can't Slow Down[4] исключительно потому, что ранее он работал с Lifetime – группой, которую любил Конли[3]. Позже он будет продюсером и инженером на Sound the Alarm (2006 г.)[8].
3. ↑  Ньюман и Солоуэй оба учились в школе фотографии[3].
4. ↑  Ранее группа могла гастролировать только тогда, когда у них было свободное время в течение первого года обучения в колледже[9].
5. ↑  U.S. Equal Vision EVR054[17].
6. ↑  Ранее Vagrant позвонили участникам Saves the Day после выхода альбома Through Being Cool, сказав, как они за них рады[3].